# Epidemia anthelle
Epidemia anthelle är en fjärilsart som beskrevs av Doubleday 1847. Epidemia anthelle ingår i släktet Epidemia och familjen juvelvingar. Inga underarter finns listade i Catalogue of Life.